# Desmopachria novacula
Desmopachria novacula är en skalbaggsart som beskrevs av Young 1980. Desmopachria novacula ingår i släktet Desmopachria och familjen dykare. Inga underarter finns listade i Catalogue of Life.